# Факультет фізичного виховання Національного університету «Чернігівський колегіум» імені Т. Г. Шевченка
Факультет фізичного виховання — підрозділ Національного університету «Чернігівський колегіум» імені Т. Г. Шевченка.
Згідно з наказом Міністерства освіти Української РСР за № 184 від 12.07.1966 р. у Чернігівському державному педагогічному інституті імені Т. Г. Шевченка був відкритий факультет фізичного виховання та організована підготовка вчителів фізичної культури.
Відкриття факультету передбачало забезпечення Чернігівської області висококваліфікованими фахівцями з вищою освітою, зупинення відтоку обдарованої у спортивному відношенні молоді з регіону й створення науково-методичного центру з питань фізичної культури та спорту. У 1968 році на факультеті відкрите заочне відділення.

## Керівний склад факультету
- Гаркуша Сергій Васильович;— декан факультету, доктор педагогічних наук, доцент.
- Жиденко Алла Олександрівна  — завідувач кафедри біологічних основ фізичного виховання, здоров'я і спорту, доктор біологічних наук, професор.
- Ткаченко Сергій Володимирович  — завідувач кафедри спорту, кандидат педагогічних наук, доцент.
- Лисенко Людмила Леонідівна  — завідувач кафедри педагогіки, психології і методики фізичного виховання, кандидат педагогічних наук, доцент.
- Ващенко Іван Михайлович — завідувач кафедри фізичного виховання та хореографії, кандидат історичних наук, доцент.
- Кондратенко Павло Борисович — заступник декана з навчальної роботи, старший викладач кафедри спорту.
- Багінська Ольга Володимирівна — заступник декана з виховної роботи, докторант, кандидат педагогічних наук, доцент.

## Кафедри факультету
- Кафедра педагогіки, психології і методики фізичного виховання.
- Кафедра біологічних основ фізичного виховання, здоров'я і спорту.
- Кафедра фізичного виховання та хореографії.
- Кафедра спорту.

## Видатні постаті факультету фізичного виховання
- Носко Микола Олексійович — ректор Чернігівського національного педагогічного університету імені Т. Г. Шевченка, доктор пед. наук, професор, дійсний член НАПН.
- Кузьомко Леонід Михайлович — кандидат педагогічних наук, доцент, понад 30 років був деканом факультету фізичного виховання Чернігівського національного педагогічного університету імені Т. Г. Шевченка. Відмінник освіти України, Заслужений працівник освіти України. А також тренер вищої категорії та спортивний суддя Національної категорії з легкої атлетики.
- Цербе-Не́сіна Валенти́на  — українська біатлоністка, бронзова призерка Олімпіади-94 в Ліллехамері (Норвегія).
- Олександр Миколайович Носенко — радянський та український шахіст, Міжнародний гросмейстер (2014 р.), тренер. Закінчив Чернігівський державний педагогічний інститут імені Т. Г. Шевченка у 1991 році за спеціальністю «Фізичне виховання».
- Лемеш Ніна — українська біатлоністка, член збірної України з біатлону, заслужений майстер спорту України, призерка Чемпіонатів світу, Європи та Кубків світу з біатлону. Учасниця Олімпійських ігор в Наґано, Солт-Лейк-Сіті та Турині.
- Скакун Наталія — українська важкоатлетка, олімпійська чемпіонка 2004 року, рекордсменка світу важка атлетика
- Давидова Наталія — українська важкоатлетка, бронзова призерка Олімпійських ігор в Пекіні, важкоатлетка, кандидат пед. наук, ст.викладач факультету фізичного виховання.
- Коробко Ольга — українська важкоатлетка, срібна призерка Олімпійських ігор в Пекіні, тренер з важкої атлетики.
- Завгородня Ольга — українська легкоатлетка, майстер спорту міжнародного класу, двократна переможниця всесвітніх універсіад, тренер з легкої атлетики, діюча спортсменка, викладач кафедри фізичного виховання Чернігівського національного педагогічного університету імені Т. Г. Шевченка.
- Жула Володимир Петрович — майстер спорту України з волейболу, чемпіон СРСР, дворазовий чемпіон України, триразовий володар Кубку України, багаторазовий призер чемпіонату та кубку України, чемпіон та володар Кубку Ізраїлю. Член національної збірної України з волейболу 1995—2001 р.р. Кандидат педагогічних наук, доцент.
- Лень Олег Валерійович — Майстер спорту України міжнародного класу, член Національної паралімпійські збірної команди України з футболу. Віце-чемпіон світу Англія 2015. Золотий призер XV літніх Паралімпійських ігор в Ріо-де-Жанейро (Бразилія) 2016. Чемпіон світу Аргентина 2017. Указом Президента України П.Порошенка від 4 жовтня 2016 року — нагороджений орденом « За заслуги» III ступеня. Почесний громадянин м. Прилуки.
- Юлія Юріївна Солонець кандидат педагогічних наук, доцент. Заступниця голови громадської ради директорів обласних центрів народної творчості. Директорка Комунального закладу «Обласний центр народної творчості» Чернігівської обласної ради. Членкиня Громадської ради Чернігівської обласної державної адміністрації та Голова комітету з питань культури Громадської ради при ЧОДА. Голова комітету з питань культури Громадської ради при Чернігівській обласній державній адміністрації. Членкиня Експертної ради з питань нематеріальної культурної спадщини при Міністерстві культури України.
- Бібік Ольга — Майстер спорту України міжнародного класу, член збірної команди України з легкої атлетики. Вихованка спортивного товариства «Спартак» м. Чернігів. Займається легкою атлетикою з 2005 року, перший тренер Філипов В. Ф., спеціалізація: 400 м, 800 м, 4×400 м.
- Варвинець Ірина Анатоліївна — українська біатлоністка, триразова призерка чемпіонатів світу серед юніорів, чемпіонка Європи серед юніорів, чемпіонка та призерка чемпіонатів Європи, дворазова призерка зимової Універсіади, учасниця та призерка етапів Кубка світу з біатлону.
- Рептюх Ігор Миколайович — український лижник, біатлоніст. Майстер спорту України міжнародного класу. З 2015 року заслужений майстер спорту України.
- Суярко Дмитро Олегович — український лижник, біатлоніст. Майстер спорту України міжнародного класу, учасник паралімпійських ігор у Пхьончхані, Південна Корея, переможець Етапу Кубку світу 2017 року в Кореї, неодноразовий призер етапів Кубку світу та чемпіонатів України, спортсмен-інструктор Національного комітету спорту інвалідів України.

## Заходи факультету фізичного виховання
І Обласна Танцювальна Олімпіада

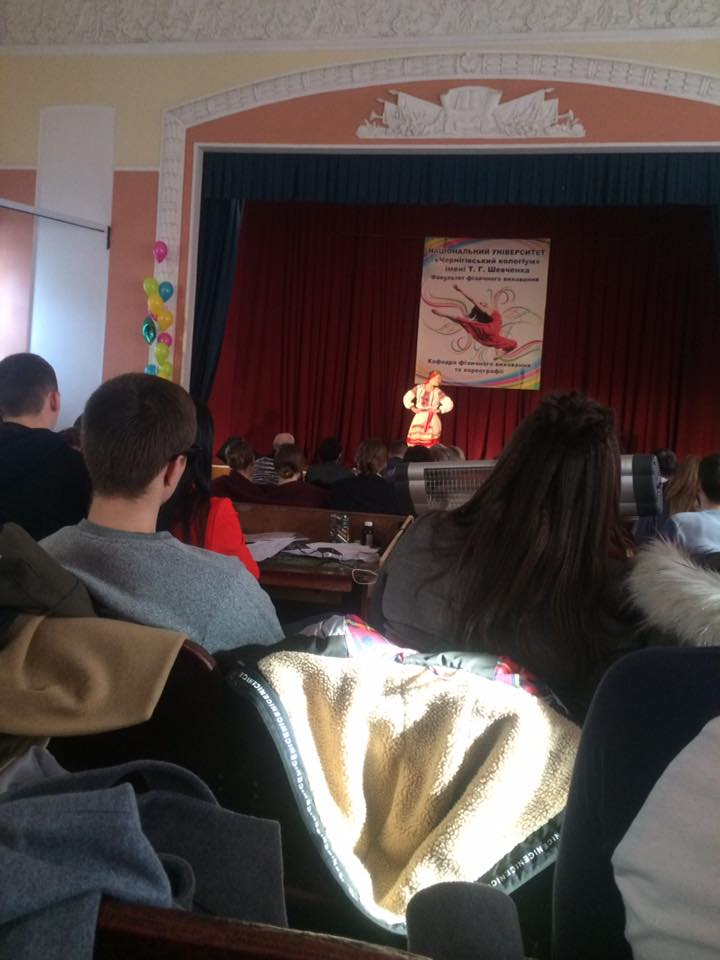
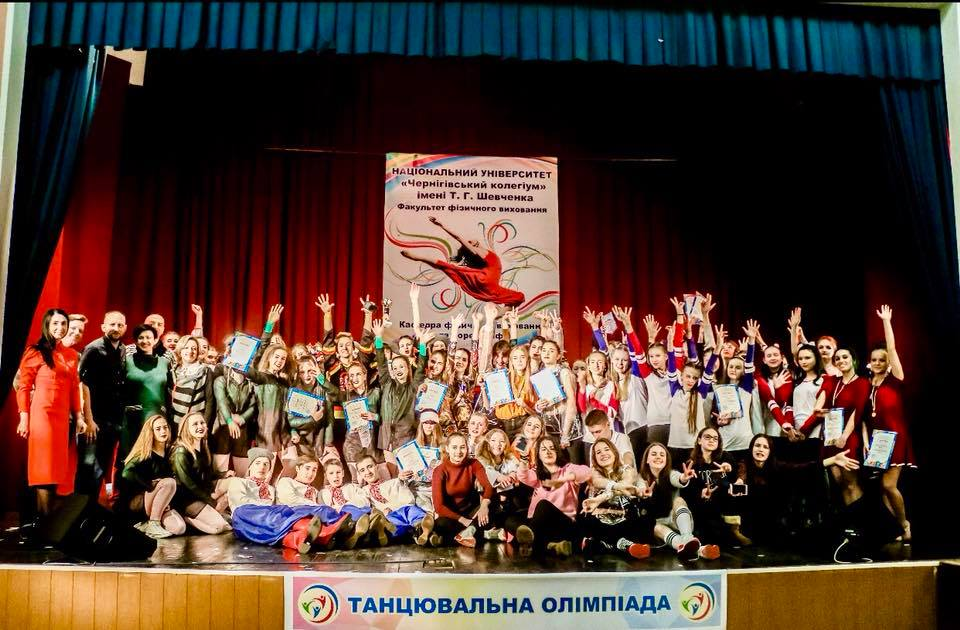
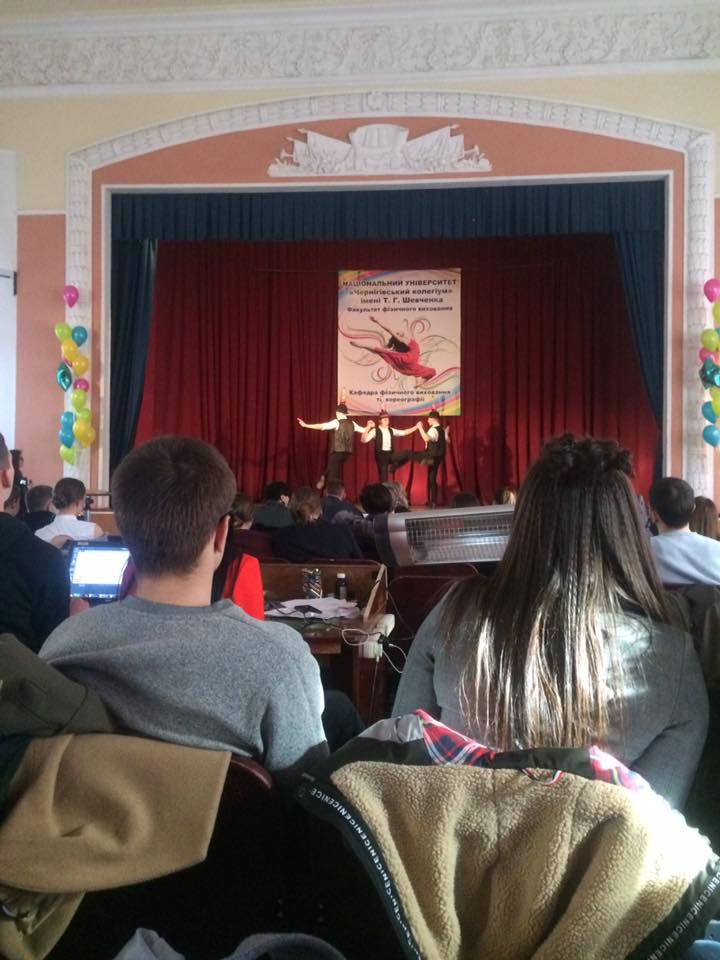

Обласна Олімпіада з фізичної культури і спорту серед учнів закладів середньої освіти 

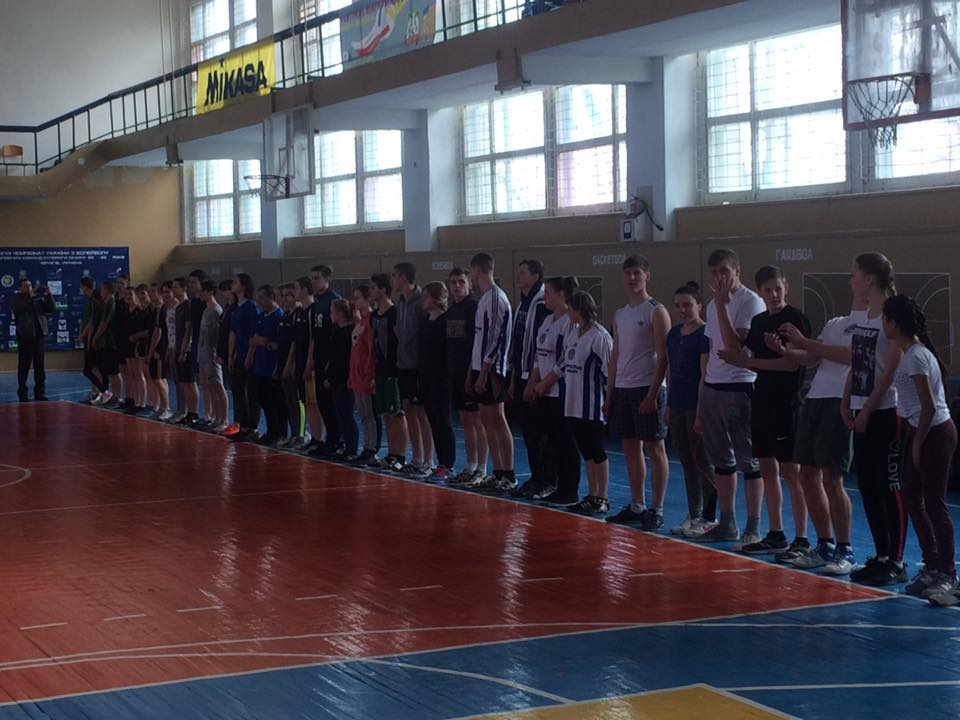
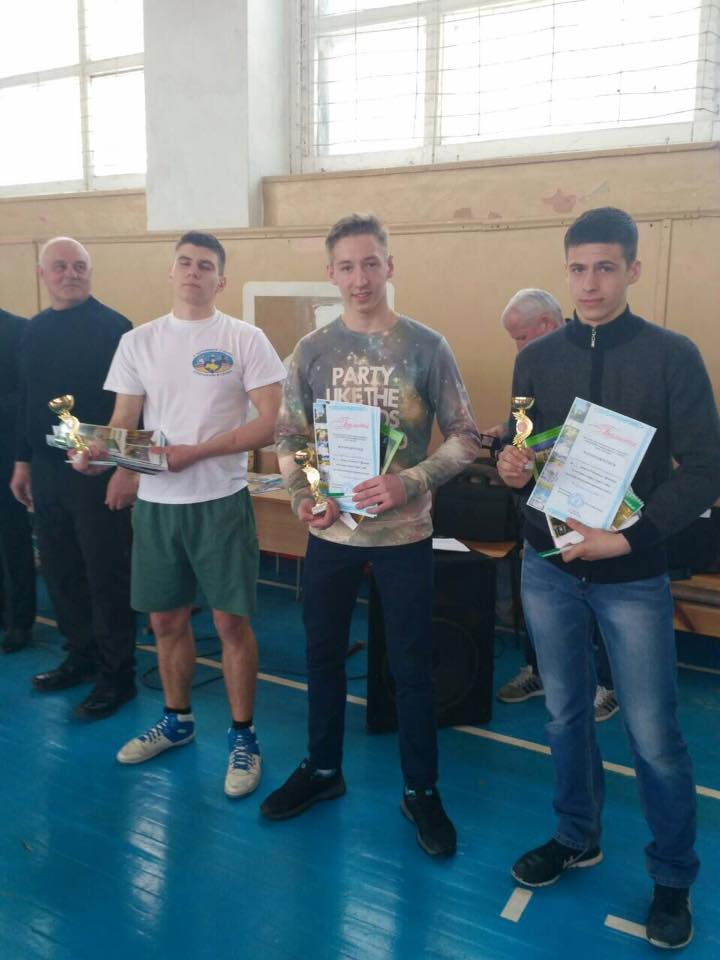
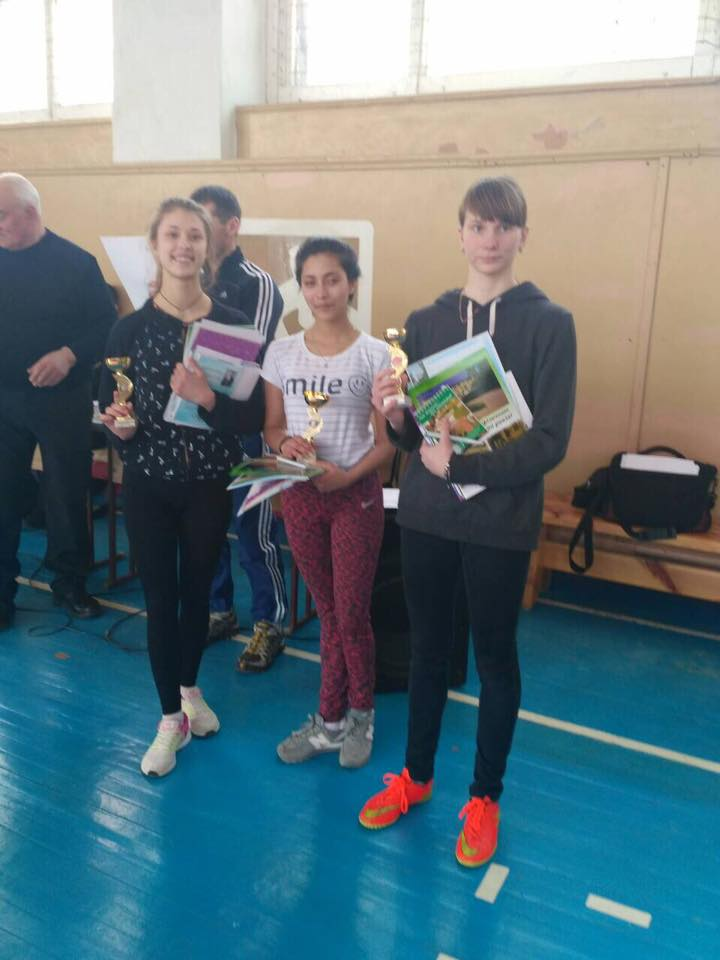
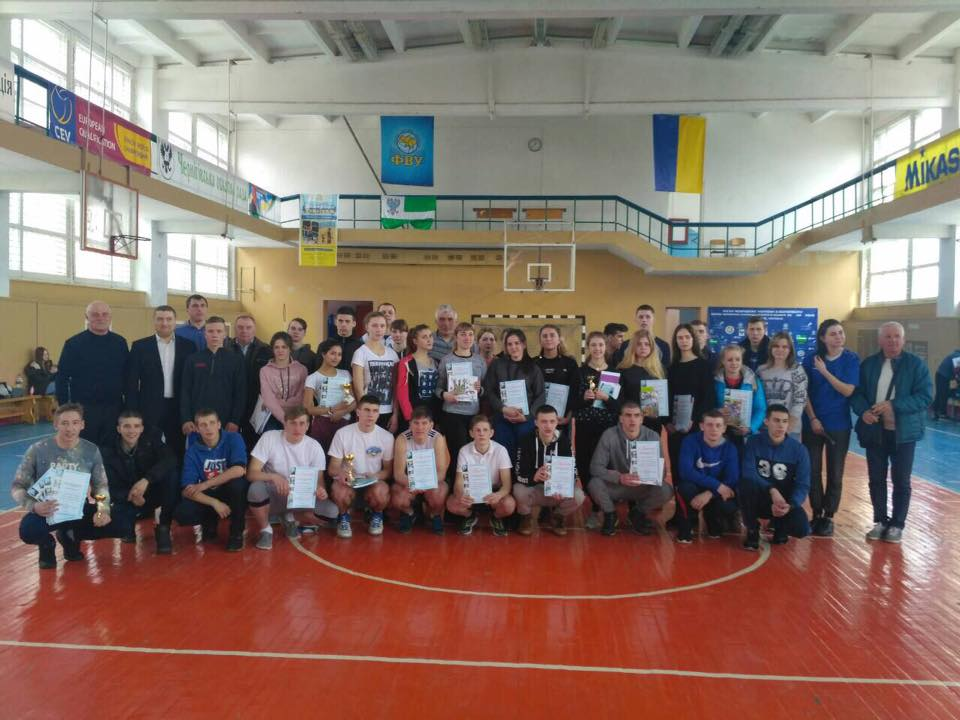

З Пхьончхана до Alma Mater, зустріч в університеті з учасником Паралімпійських ігор 2018 — Суярко Дмитром

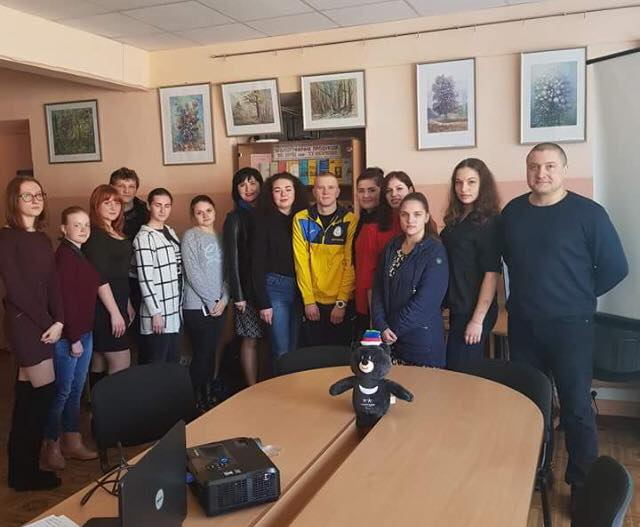
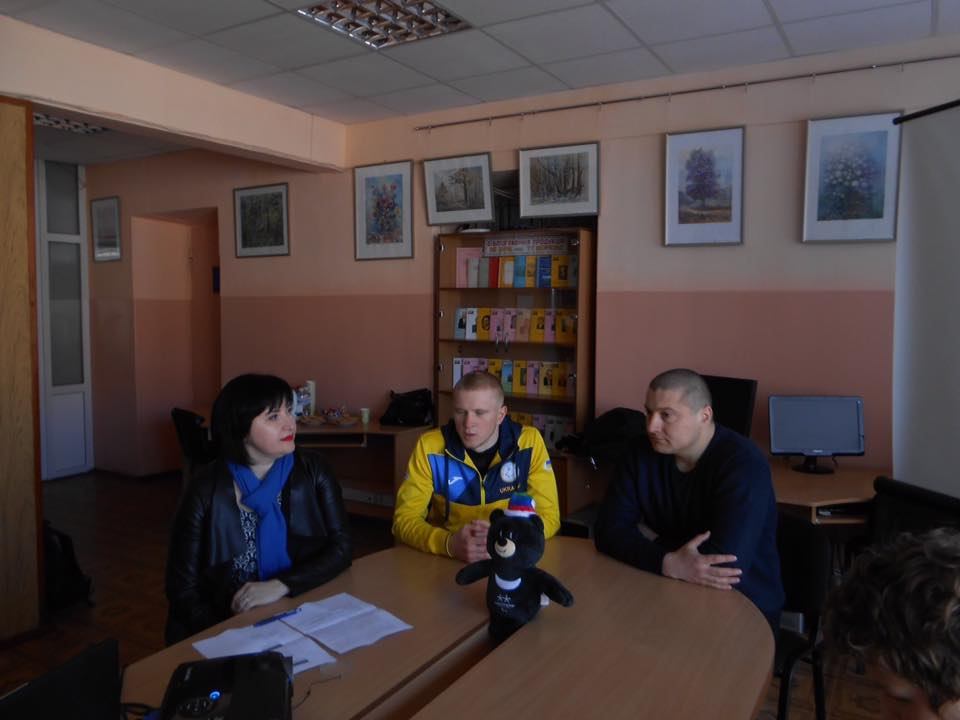
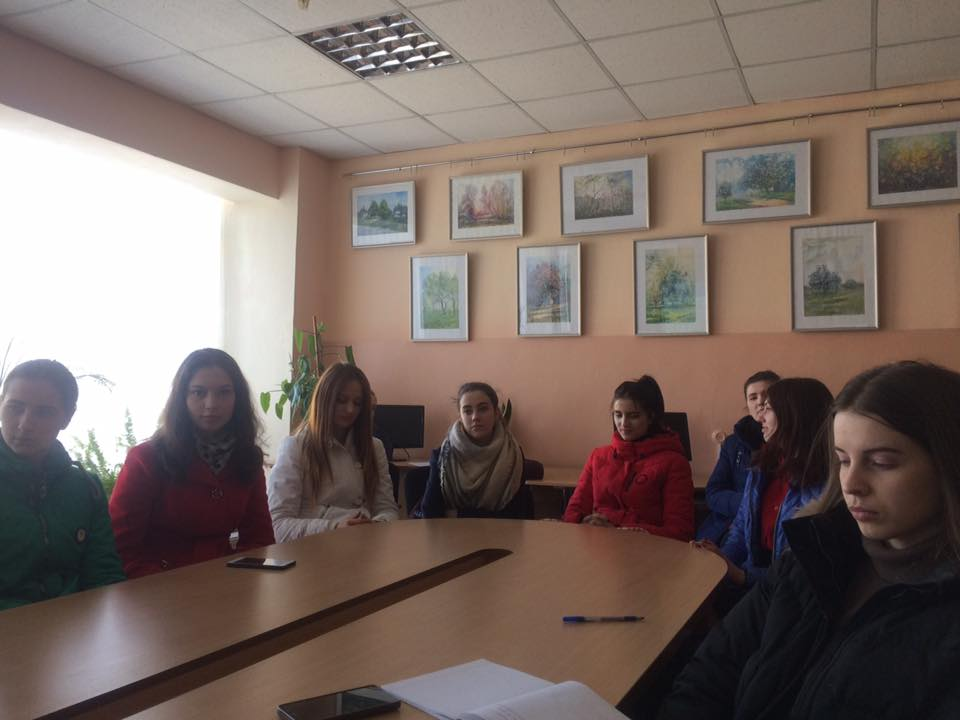
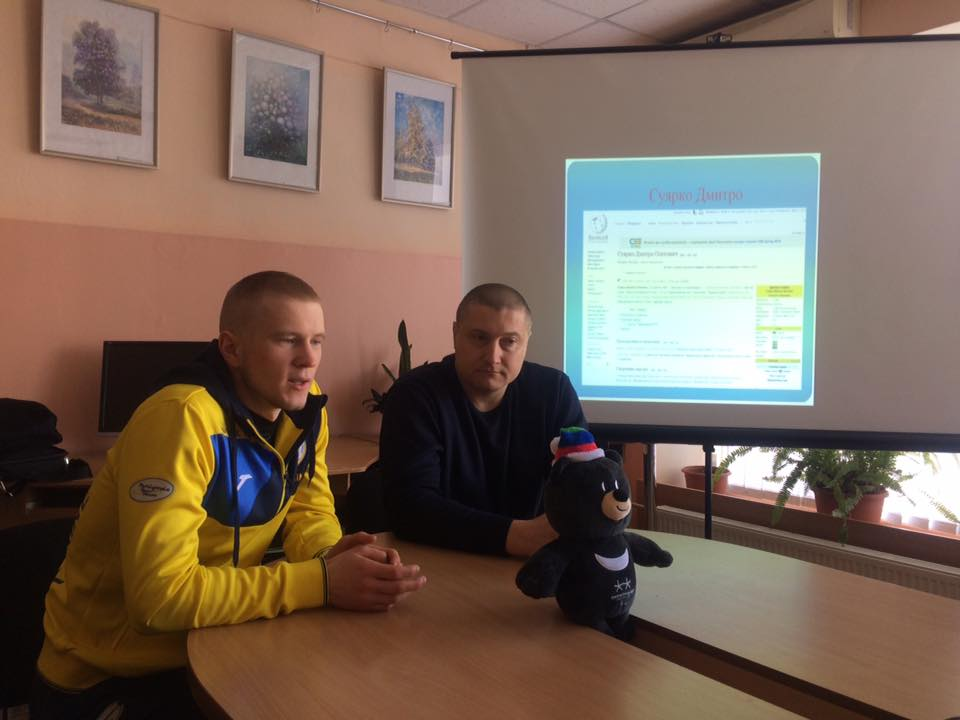
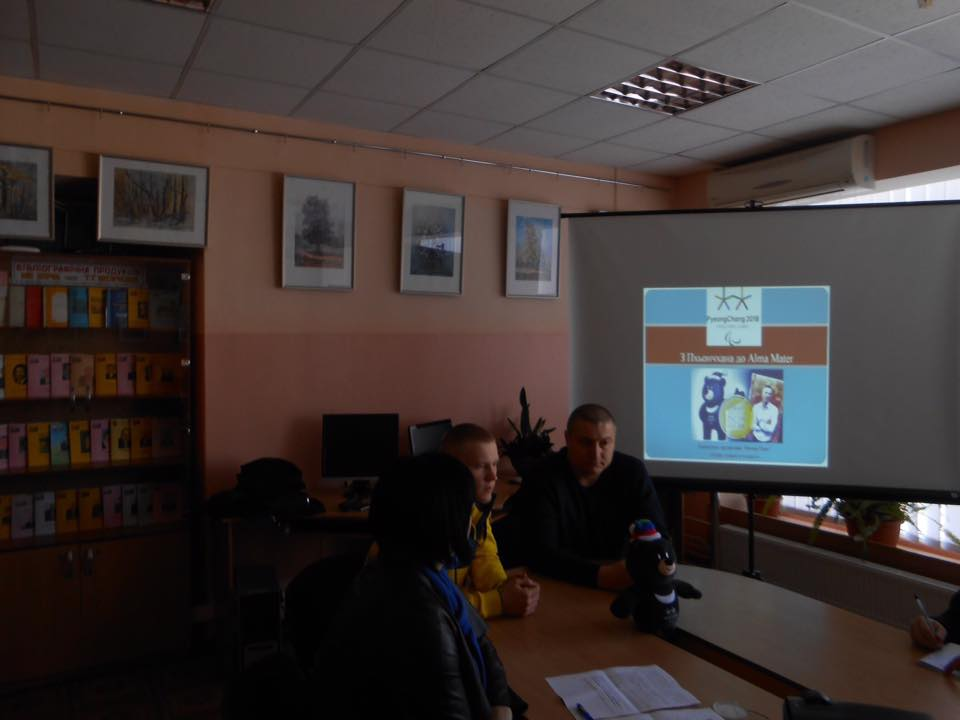